# Schelderomolen
De Schelderomolen is een beltmolen in de Belgische deelgemeente Schelderode. Hij wordt ook Witte Wachter genoemd. Het gevlucht heeft een diameter van 23 m, de top staat 17 m boven de begane grond. De molen is maalvaardig, hetzij op windkracht of op elektriciteit.
Op de plek waar de molen staat bevond zich vanaf de 17e eeuw een houten standerdmolen. De laatste daarvan werd in 1907 vervangen door de huidige bovenkruier. Bij dit type wordt enkel de molenkap door middel van kruien op gietijzeren wielen naar de wind gedraaid. De nieuwe molen werd opgetrokken in schurren, zeer harde gebakken Scheldesteen. Tijdens de Eerste Wereldoorlog deed hij dienst als militair hospitaal. In 1989 werd de molen door de gemeente Merelbeke aangekocht, beschermd als monument in 1991 en terug maalvaardig gemaakt in 1994. 
In 2020 is een van de roeden afgebroken. Hij wordt in 2022 vervangen terwijl de molen dan van binnen en van buiten een grote onderhoudsbeurt krijgt.